# Zelene beretke (BiH)
Zelene beretke su bile samoorganizirane paravojne jedinice u Bosni i Hercegovini. 

## Osnivanje
Osnovao ih je vrh Stranke demokratske akcije 10. lipnja 1991. godine u Domu milicije, u Sarajevu, na zasjedanju koje je vodio Emin Švrakić.  Nastale su iz potrebe da se obrani stanovništvo od napada srpske strane u mjestima gdje obranu nije bila organizirala mjesna vlast, ili ta obrana nije bila prikladna zbog nedostatka državnih snaga. Sastav ovih jedinica su činili isključivo dobrovoljci. Organizacijom Armije Bosne i Hercegovine, ljudstvo iz ovih jedinica je prešlo u sastav regularne AR BIH i ove jedinice su rasformirane vrlo brzo po početku djelovanja.
Zelene beretke su na početku rata, u medijima srpske strane u sukobu, služile za zastrašivanje srpskog stanovništava od "muslimanskih jedinica". Ne postoje dokazi koji bi mogli utvrditi da su Zelene beretke kršile međunarodne konvencije o ratovanju.[nedostaje izvor]

## Vanjske poveznice
- web stranica Zelene beretke  Arhivirana inačica izvorne stranice od 19. prosinca 2012. (Wayback Machine)